# Dicranomyia subtristoides
Dicranomyia subtristoides är en tvåvingeart som först beskrevs av Alexander 1945.  Dicranomyia subtristoides ingår i släktet Dicranomyia och familjen småharkrankar. Inga underarter finns listade i Catalogue of Life.